# Wojna Hanzy z Danią, Szwecją i Prusami
Wojna Hanzy z Danią, Szwecją i Prusami miała miejsce w latach 1534–1536. Nazywana jest także Hrabską wojną albo Zatargiem hrabiów (niem. Grafenfehde).
Jednym z powodów wojny była detronizacja duńskiego króla Chrystiana II w roku 1523 przez jego wuja Fryderyka I. Ten ostatni przy wsparciu hanzeatyckiej Lubeki pokonał ostatecznie Christiana II i uwięził w zamku Sonderburg. W nagrodę Lubeka otrzymała liczne przywileje handlowe w Danii.
Gdy w roku 1533 zmarł Fryderyk I, Duńczycy długo nie potrafili wybrać jego następcy. Starszy syn Fryderyka I Chrystian był bardziej oczywistym kandydatem, jednakże jego luterańskie sympatie powodowały niechęć duchowieństwa i szlachty. Na ich poparcie mógł w związku z tym liczyć młodszy syn zmarłego króla, niepełnoletni Johann VII von Hoya, wsparty z kolei przez Lubekę.
Wojna wybuchła wiosną 1534 r. Początkowo lubeczanie odnieśli kilka sukcesów m.in. opanowując cieśninę Sund i podporządkowując sobie niemal całą Danię. Gdy jednak królem został Chrystian (jako Chrystian III), zyskał on poparcie króla Szwecji Gustawa Wazy oraz księcia Prus Albrechta, zresztą swojego szwagra. W czerwcu 1535 w bitwach morskich u wybrzeży Bornholmu i pod Svendborg flota Lubeki poniosła klęskę w starciu ze zjednoczoną flotą Danii, Szwecji i Prus. Porażka znacznie osłabiła Hanzę. Wojnę ostatecznie zakończyła kapitulacja Kopenhagi w roku 1536.
Uznany powszechnie za króla Chrystian III ustanowił Duński Kościół Luterański, którego został głową, a luteranizm stał się religią panującą w Danii.